# Five Hand Reel
Five Hand Reel was een Schots-Engels-Ierse Celtic Rock band uit het eind van de jaren 70 van de 20ste eeuw. Zij experimenteerden met de traditionele Schotse en Ierse folkmuziek met electric rock arrangementen. De medewerkers waren: Dick Gaughan (1948), Bobby Eaglesham (1942 - 2004), Tom Hickland, Barry Lyons en Dave Tulloch. Oorspronkelijk werd Five Hand Reel in 1974 gevormd uit de restanten van de Engelse electric folkband Spencer's Feat. Violist Chuck Fleming verliet Spencer's Feat in 1975 en werd vervangen door zanger en gitarist Dick Gaughan; ex medewerker van The Boys of the Lough. Five Hand Reel werkte in clubs, op folkfestivals en toerden in Engeland en Noord-Europa. In 1978 verliet Gaughan de band en werd vervangen door gitarist en zanger Sam Bracken uit Belfast. Na de opheffing van de band begonnen verschillende leden een solocarrière. Bobby Eaglesham overleed 14 oktober 2004.

## Discografie
- Five Hand Reel"(1976)
- For A' That"(1977)
- Earl O'Moray"(1978

Met Sam Bracken
- A Bunch Of Fives"(1979)

Met Alan Kiltgaard
- Ebbe, Dagmar, Svend og Alan"(1977)

Compilatie
- Nothing But The Best"(1980)